# Gutshaus Ranzin
Gutshaus Ranzin eller Schloss Ranzin är en herrgård i kommundelen Ranzin i kommunen Züssow, Landkreis Vorpommern-Greifswald i Tyskland. Godset byggdes av köpmanen August Wilhelm Homeyer 1877 och användes tidigare som hotell.

## Historik
Godset har ägts av den pommerska adelsätten (von) Horn sedan tidigt 1300-tal. Detta bevisas av ett omnämnande av en präst i Ranzin, i en urkund från 1315. Släkten von Horn ägde godset i 13 generationer och totalt över 500 år. Fyra personer ur släkten har varit introducerade på svenska Riddarhuset och antog namnet Horn af Rantzien efter godset. Men efter ökad misskötsel och att godset blivit mycket föråldrat såldes godset på 1800-talet och togs över av Wolgasts handelsråd August Wilhelm Homeyer den 4 juli 1846. Som akademiskt och kommersiellt utbildad person lyckades Homeyer modernisera godset ur ett samtida och ekonomiskt perspektiv.  Förutom byggandet av stora gårds- och bostadshus för daglönare och tjänstefolk lät Homeyer bygga ut det ståtliga huvudbyggnaden och en gård byggdes. För att hedra sin ekonomiska framgång fick ett Vorwerk namnet "Wilhelmshöh" den 25 oktober 1848. De två grenarna av familjen von Homeyer adlades 1863 och 1865.
År 1875 totalförstördes den ursprungliga herrgården av en brand. Återuppbyggnaden blev klar 1877 i form av en putsad tegelbyggnad i barockstil.
Efter Friedrich von Homeyers död arrenderade Augusts son till en början godset. Friedrichs dotter Margarete gifte sig 1893 med den blivande överstelöjtnanten Albrecht von Kameke på Wrangelsburgs slott.  Fru von Kameke blev formellt hyresvärdinna i Ranzin fram till sin död 1936. 1937 ärvdes herrgården av Kamekes son Karz. Han var gift med Margot von Schierstädt sedan 1923 och fick åtta barn med henne. Wrangelsburg fungerade som hans huvudsakliga bostad. Ranzin hade en stor jordbruksverksamhet, fokus låg på fåruppfödning med 900 djur i stallen och stor grisuppfödning. Friedrich von Homeyer byggde den mest kända fårfarmen i Europa här.  Den typ av får han fött upp fick namnet "Homeyer-får" och exporterades ända till Australien. Godset hade en total yta på 766 hektar, varav 405 hektar var åker och cirka 127 hektar skog. egendom. Efter jordreformen bodde familjemedlemmarna tillfälligt i Holstein, Bayern, Kanada och Sverige.
Under jordreformen i Sovjetiska ockupationszonen exproprierades Ranzin 1945 och slottet användes till en början som ålderdomshem och från 1956 som lärlingshem och yrkesskola för bönder. Under denna tid förföll det allvarligt och historiska takmålningar och stuckaturtak förstördes. 1988 blev slottet slutligen privat egendom och användes efter omfattande renoverings- och restaureringsarbeten som hotell fram till 2017.

## Bilder

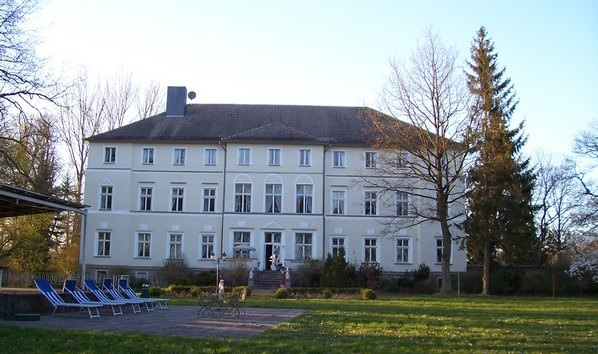
Herrgården mot söder.
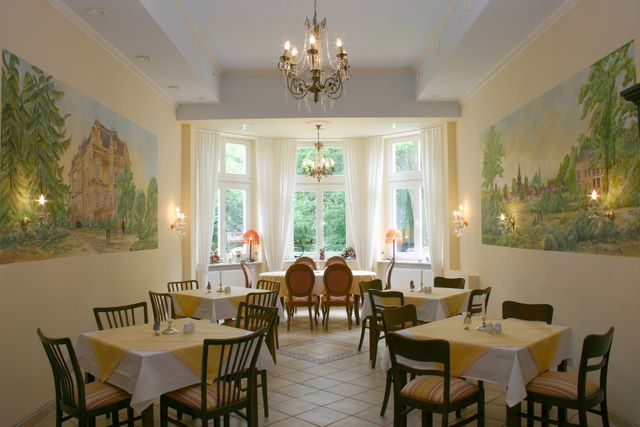
Interiör av det renoverade slottshotellet.

## Personer
- Henning Rudolf Horn af Rantzien, svensk generalmajor